# Foetidia comorensis
Espèce
Statut de conservation UICN

 CR  : 
En danger critique
Foetidia comorensis, ou Namoulohna de son nom vernaculaire, est une espèce de plante de la famille des Lecythidaceae.

## Description
Foetidia Comorensis est découverte en 2006 à proximité du village mahorais de Moutsamoudou dans la commune de Bandrélé,.

## Répartition
Ce taxon se rencontre dans le pays suivant : Mayotte où elle a été décrite en 2011 et où elle constitue l'une des 44 espèces endémique de l'île. En 2017, on ne dénombrait que 82 individus dont 57 adultes toutes localisées au niveau de la plage de Moutsamoudou (ou M'tsamoudou) dans le sud-est de Mayotte. L'espèce est considérée comme en danger critique d'extinction.

## Habitat
Cette plante est localisée dans la forêt sèche ad-littorale dans une zone multi strate de 10 m de haut. Elle forme une des deux espèces dominantes (avec Mimusops comorensis) de la strate arborée.

## Taxonomie
Le nom correct complet (avec auteur) de ce taxon est Foetidia comorensis Labat, E.Bidault & Viscardi. Elle est connue à Mayotte sous le nom vernaculaire de Namoulohna.

## Publication originale
- Jean-Noël Labat, Ehoarn Bidault et Guillaume Viscardi, « Une nouvelle espèce de Foetidia (Lecythidaceae, sous-famille Foetidioideae) en danger critique d'extinction récemment découverte à Mayotte, archipel des Comores », Adansonia, vol. 33, no 2,‎ 1er décembre 2011, p. 263-269 (DOI 10.5252/a2011n2a11)